# 兴安县
兴安县（邮政式拼音：Hingan）是中国广西壮族自治区内的一个县，隶属于桂林市，位于广西的东北角，面积2348平方公里，与湖南省交往密切，属于广西的四大湘语县之一。县人民政府驻兴安镇三台路51號。
兴安县属亚热带季风气候，温暖多雨。兴安县境内四分之三以上的面积是森林，毛竹和林木产量丰富。此外境内还有铁矿。湘桂铁路通过兴安县。湘江和漓江源于兴安县。中国最古老的运河灵渠，就是连接的湘江和漓江的运河，位于兴安县境内。

## 历史
汉朝时曾经是零陵郡的一部分，郡所就在县境北部。后历经变更，最后划归广西桂林。1949年11月间，中国人民解放军第四野战军攻占兴安县。

## 人口
根據第七次人口普查數據，截至2020年11月1日零時，興安縣常住人口為307043人。

## 行政区划
下辖6个镇，3个乡，1个民族乡：
兴安镇、湘漓镇、界首镇、高尚镇、严关镇、溶江镇、漠川乡、白石乡、崔家乡和华江瑶族乡。

## 交通
- 呼北高速、 泉南高速、 322国道
- 兴安北站：衡柳铁路

## 旅游
- 灵渠
- 秦城遗址
- 乳洞岩
- 猫儿山